# Phyllogryllus
Phyllogryllus är ett släkte av insekter. Phyllogryllus ingår i familjen syrsor.
Kladogram enligt Catalogue of Life:
| Phyllogryllus | \| \| Phyllogryllus axios \| \| \| \| \| \| Phyllogryllus dasos \| \| \| \| \| \| Phyllogryllus eusemos \| \| \| \| \| \| Phyllogryllus hirsutus \| \| \| \| \| \| Phyllogryllus phlebodes \| \| \| \| \| \| Phyllogryllus pipilans \| \| \| \| \| \| Phyllogryllus velutinus \| \| \| \| |
|               | \| \| Phyllogryllus axios \| \| \| \| \| \| Phyllogryllus dasos \| \| \| \| \| \| Phyllogryllus eusemos \| \| \| \| \| \| Phyllogryllus hirsutus \| \| \| \| \| \| Phyllogryllus phlebodes \| \| \| \| \| \| Phyllogryllus pipilans \| \| \| \| \| \| Phyllogryllus velutinus \| \| \| \| |
|               | Phyllogryllus axios |
|               | |
|               | Phyllogryllus dasos |
|               | |
|               | Phyllogryllus eusemos |
|               | |
|               | Phyllogryllus hirsutus |
|               | |
|               | Phyllogryllus phlebodes |
|               | |
|               | Phyllogryllus pipilans |
|               | |
|               | Phyllogryllus velutinus |
|               | |